# Robert Guédiguian
Robert Jules Guédiguian (Marseille, 3 de dezembro de 1953) é um cineasta, roteirista, produtor cinematográfico e ator francês.